# جان کمپل
جان کمپل (انگلیسی: John Campbell, of Strachur؛ ۱۷۲۷ – ۲۸ اوت ۱۸۰۶) فرد نظامی اهل پادشاهی بریتانیای کبیر بود.